# Ley HADOPI
La Ley Hadopi, también llamada Ley Creación e Internet, o, de manera más formal, Ley promotora de la difusión y la protección de la creación en Internet, es una ley francesa que pretende regular y controlar Internet para perseguir las infracciones de copyright. Esta ley también se ha dado a conocer como ley Olivennes, en referencia a Denis Olivennes, autor del informe en el que se inspiró este texto; asimismo, la ley también es conocida como ley de los tres avisos o ley de la respuesta gradual.
Tras pasar por múltiples instancias del Estado (por orden, CNIL, Senado, Asamblea Nacional, Comisión mixta paritaria, y de nuevo la Asamblea Nacional), el Consejo Constitucional censuró las medidas clave, y la ley fue promulgada sin este articulado problemático el 12 de junio de 2009. La ley debía ser complementada por un nuevo proyecto de ley, que fue presentado al Consejo de Ministros el 24 de junio de 2009.
La ley original, antes de su censura, tenía por objetivos:
- Crear una autoridad pública independiente,[2] la 'Alta Autoridad para la Difusión de Obras y la Protección de Derechos en Internet' (en francés Haute Autorité pour la Diffusion des Œuvres et la Protection des droits sur Internet o HADOPI).
- Instaurar una sanción administrativa que castigara específicamente la falta de vigilancia del acceso a Internet para su uso por un tercero, para la difusión de una obra al público, sin el acuerdo con los propietarios de sus derechos (la obligación fue creada por la ley DADVSI pero hasta entonces no estaba provista de sanciones).
- Imponer dichas sanciones por el método de la «respuesta gradual» o de los tres avisos: como primer aviso, un correo electrónico; como segundo aviso, un correo certificado; y como último recurso el cierre de la conexión a Internet.

La ley entró en vigor el 1 de julio de 2010 y fue abolida el 9 de julio de 2013, según el Decreto 0157 del Ministerio de Cultura francés. La multa por descargar "ilegalmente" de Internet podía llegar a los 1.500 euros.